# Dodo Donald
Pour plus de détails, voir Fiche technique et Distribution.
Dodo Donald (titre original : Sleepy Time Donald) est un dessin animé de la série des Donald réalisé par Jack King et produit par Walt Disney pour RKO Radio Pictures, sorti le 9 mai 1947.

## Synopsis
En pleine nuit, alors qu'il dort profondément, Donald est sujet au somnambulisme et, après avoir posé une botte sur sa tête en guise de chapeau, sort  pour se rendre chez Daisy afin de l'inviter à sortir avec lui...

## Fiche technique
- Titre original : Sleepy Time Donald
- Titre français : Dodo Donald[1]
- Série : Donald Duck
- Réalisateur : Jack King
- Scénario : Roy Williams
- Animateur : Paul Allen, Fred Kopietz, Ernie Lynch, Don Towsley
- Musique : Oliver Wallace
- Background : Ernie Nordli
- Layout : Ernie Nordli
- Voix : Clarence Nash (Donald), Gloria Blondell (Daisy)
- Producteur : Walt Disney
- Société de production : Walt Disney Productions
- Distributeur : RKO Radio Pictures
- Pays de production :  États-Unis
- Langue : anglais
- Format d'image : couleur (Technicolor) – 35 mm – 1,37:1 – mono (RCA Photophone)
- Genre : Dessin animé
- Durée : 6 minutes
- Date de sortie :
  - États-Unis : 9 mai 1947 [2]

## Voix françaises
- Sylvain Caruso : Donald Duck
- Séverine Morisot : Daisy Duck

## Titre en différentes langues
D'après IMDb :
- Suède : Kalle Anka går i sömnen